# Coganyana
Coganyana är ett periodiskt vattendrag i Burundi.   Det ligger i provinsen Makamba, i den södra delen av landet, 90 kilometer sydost om huvudstaden Bujumbura.
Omgivningarna runt Coganyana är en mosaik av jordbruksmark och naturlig växtlighet. Runt Coganyana är det tätbefolkat, med 356 invånare per kvadratkilometer.